# Vespiodes goldingi
Vespiodes goldingi is een vliegensoort uit de familie Mydidae. De wetenschappelijke naam van de soort is, geplaatst in het geslacht Mydaselpis, voor het eerst geldig gepubliceerd in 1951 door Bequaert.
De soort komt voor in Nigeria.